# Pedro Garfias
Pour les articles homonymes, voir Garfias.
Pedro Garfias Zurita (Salamanque, 20 mai 1901 – Monterrey, Mexique, 9 août 1967) est un poète espagnol de l'avant-garde qui appartient à la génération de 27.

## Biographie
Il passa son enfance entre Séville et Cordoue. Dès 1918, il vécut à Madrid la bohème littéraire lorsqu’il arriva à la capitale pour étudier le droit, cursus qu'il ne termina jamais. Il entra en contact avec l'Ultraïsme : en 1918 il devint compagnon de pension d'Eugenio Montes et, d'après Bonet, il rencontra également à cette époque Vicente Huidobro. Sous la tutelle de Rafael Cansinos Assens il rédigea le premier manifeste ultraïste (1918) au café colonial où se réunissait un groupe de jeunes poètes, parmi lesquels  Guillermo de Torre, César Comet, José Rivas Panedas et lui-même.
Ce texte qui n'était qu'une déclaration de principes se finit avec la publication d'une revue Ultra où seule la nouveauté aurait droit de cité. En 1919, il intervint à la Fête de l'Ultra et l'année suivante il déclamait ses poèmes présentés par Adriano del Valle. En 1920, il figurait au firmament d'un poème automatique collectif envoyé par Jorge Luis Borges à Tristan Tzara et il projeta avec Gerardo Diego et Juan Larrea un livre qui ne vit jamais le jour.
À partir de 1921, il intégra la résidence étudiante de Madrid et en 1922 il comptait parmi les fondateurs de la revue Horizon. Sous les influences probables de José Juan Tablada et Miguel Pisarro il commença à diluer son ultraïsme dans le haïku et le romancillo.
Entre 1922 et1923 il fonda la revue poétique ultraiste Tableros à laquelle il collabora avec assiduité. L'année suivante, il revint à sa ville d'enfance, Osuna. Il résida à Écija, Cabra et La Carolina où il collabora à diverses revues de ces villages. Son premier livre, L'aile du Sud fut publiée à Séville en 1926 et il fut employé par diverses revues : 'La Gaceta Literaria, de Benjamín Jarnés  (Revista de Occidente) et par Joaquín Romero Murube (Mediodía).
Il participa l'année suivante au fameux hommage à Gongora bien qu'il ne fasse pas partie de la fameuse photo de la Génération de 27.
Il collabora à diverses revues mineures. Ce fut l'un des poètes qui appuya le plus les avant-gardes littéraires du dadaïsme, de l'Ultraïsme et du Créationnisme poétique. À l'avènement de la république il intégra le parti communiste pour qui il écrivit. Il impulsa la revue Linea, collabora à Octubre fondée en 1933. En 1934, il revint à Madrid, publia une série d'articles sur ses années d'Ultraïsme dans l'Herlado de Madrid qui reste pour l'une des meilleures et des plus claires descriptions des avant-gardes qui naquit dans les revues Grecia (Séville), Ultra (Madrid) et Horizonte qui comptait la collaboration d'Alberti et de Lorca.
En 1935, il participa à l'unique exemplaire de la revue Jeune Europe, tentative de Tristan Tzara d'attirer les surréalistes vers des positions orthodoxes.

### Guerre civile
Il prit part à la guerre civile espagnole dans le camp républicain, en tant que commissaire du Bataillon de Ville-franche et du Bataillon Bautista Garcet. Il figura parmi les fondateurs de l’alliance intellectuelle antifasciste pour la défense de la culture et sur le front de Cordoue comme commissaire politique à Pozoblanco, puis à Valence comme commissaire général de guerre ; 
Il collabora au journal Front rouge et à diverses revues comme Hora de España et El Mono Azul avec des poésies regroupée en un volume de Poésies de guerre (Valence, 1937). Un autre de ses livres, Héros du sud, écrit à Madrid et Barcelone en 1938 fut illustré par Andrés Martínez de León.

### Exil au Mexique
Après la guerre civile, il passa en France dans un camp de réfugié puis en avril 1939, il rejoignit l'Angleterre où il vécut dans un château et devin alcoolique. Il composa là-bas son poema bucólico con intermedios de llanto également titré Primavera en Eaton Hastings. L'ouvrage fut publié à son arrivée à Veracruz (Mexique) le 13 juin 1939 qu'il rejoignit lors de son évacuation à bord du navire français Sinaï. Il faisait alors partie du premier contingent de 1620 républicains expulsé de sa patrie. Il finit sa vie comme d'autres républicains défenseurs de la culture, dans le journalisme et l'alcool. Il collabora assidûment à des revues culturelles de l'exil, comme Romance et Cuadernos Americanos.
À partir de 1940, il résida au Mexique et mourut à Monterrey où il fut inhumé. Le Mexique fit de lui une statue installée sur la Place de Séville de Guadalajara à l'intersection des avenues  Chapultepec et Hidalgo.

## Réception de l’œuvre
Dans certains de ses livres, il mit en poésie la tauromachie. Il 1938 il reçut le prix national de poésie par un jury formé par Antonio Machado, Enrique Díez Canedo et Tomás Navarro Tomás, pour ses Poesías de la guerra española. 
Pedro Garfias fut avec Guillermo de Torre, Juan Larrea et Gerardo Diego, un des plus grands défenseurs et promoteurs de l'avant-garde littéraire en Espagne.
Une des poésies les plus connues de Pedro Garfias est  «Asturias» que le chanteur  Víctor Manuel mit en musique et qui devint très populaire au point d'être considéré comme le second hymne du Prince des Asturies.

## Œuvre

### Poésie

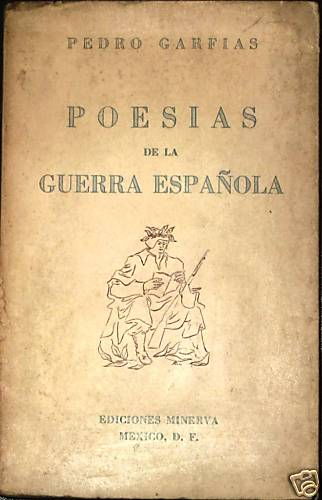

- Primavera en Eaton Hastings. Poema bucólico con intermedios de llanto, México, Tezontle, 1939.
- Poesías de la guerra española, México, Minerva, 1941 (Prologue de Juan Rejano).
- Elegía a la presa de Dnieprostoi, México, Diálogo, 1943.
- De soledad y otros pesares, Monterrey, Universidad de Nuevo León, 1948.
- Viejos y nuevos poemas, México, Ediciones Internacionales, 1951 (Prologue de Juan Rejano).
- Río de aguas amargas, Jalisco, México, 1953.
- Veintidós poemas, Guadalajara (Jalisco), Colegio Internacional, 1969.
- Vida y obra. Poesía inédita. Autógrafos. Homenaje, Málaga, Litoral, 1982.
- Poesía completa, Córdoba, Ayuntamiento, 1989 (Edición de Francisco Moreno Gómez).
- Obra poética completa, Ecija, Gráf. Sol, 1993 (Edic. de José María Barrera).
- Poesías Completas, M., Alpuerto, 1997 (Edic. de Francisco Moreno Gómez).